# پالفینگر

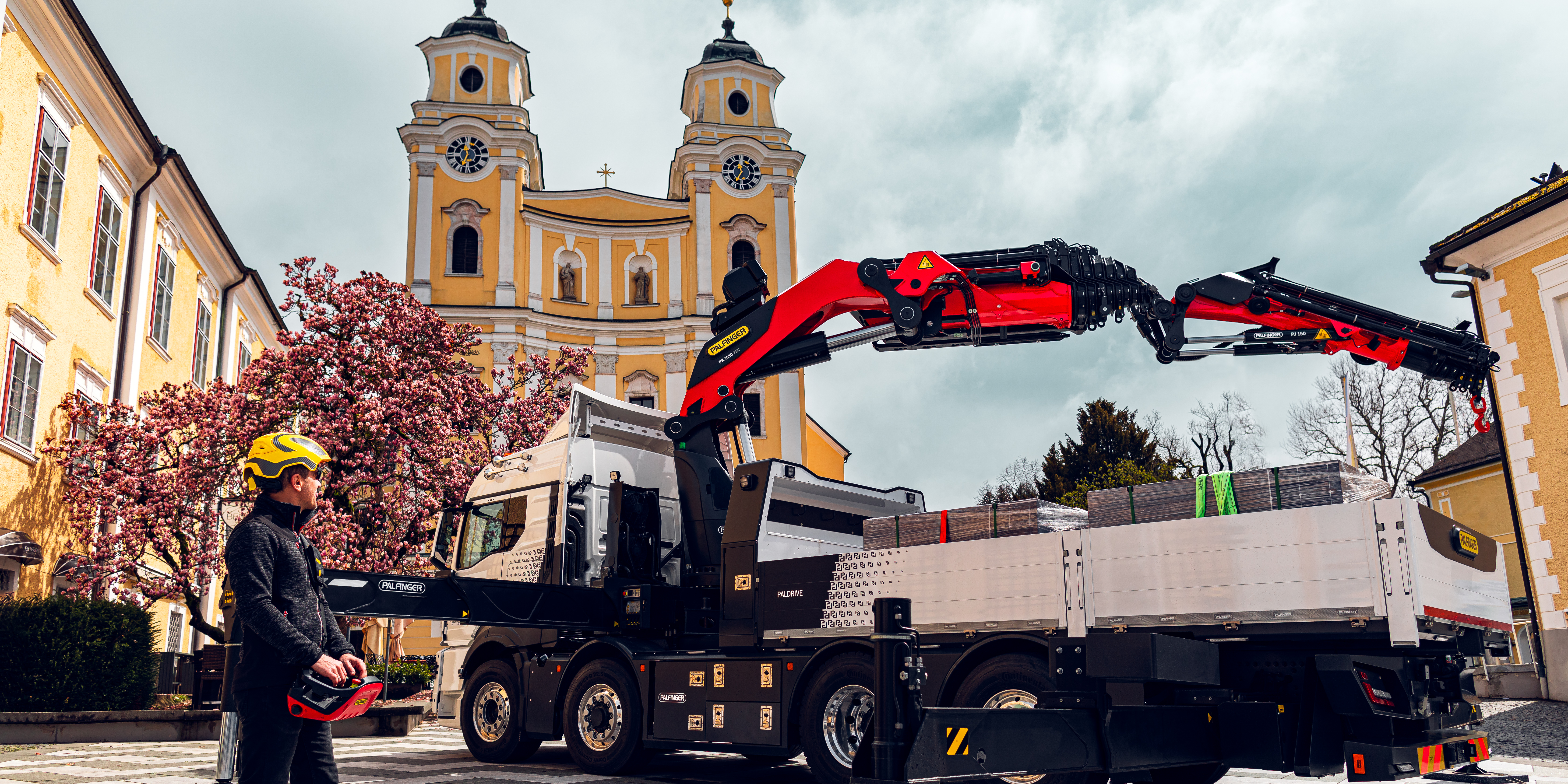
پالفینگر نوع PK 1050 TEC درحال بلندکردن یک تصفیه فاضلاب کوچک است.

پالفینگر آگ یک تولیدکننده اتریشی سیستم‌های بالابر هیدرولیکی، بارگیری و باربرداری است که به‌ویژه برای تولید جرثقیلها شناخته شده‌است. با ۱۵۰ مدل و ۳۵ درصد از سهم بازار، این شرکت رهبر بازار جهانی است.